# Medina (Misamis Oriental)
Medina è una municipalità di quarta classe delle Filippine, situata nella Provincia di Misamis Oriental, nella Regione del Mindanao Settentrionale.
Medina è formata da 19 baranggay:
- Bangbang
- Bulwa
- Cabug
- Dig-aguyan
- Duka
- Gasa
- Maanas
- Mananum Bag-o
- Mananum Daan
- North Poblacion
- Pahindong
- Portulin
- San Isidro
- San Jose
- San Roque
- San Vicente
- South Poblacion
- Tambagan
- Tup-on